# Felicia van Sicilië
Felicia van Sicilië, ook Busilla van Sicilië genoemd (circa 1078 - circa 1102) was van 1097 tot aan haar dood rond 1102 koningin-gemalin van Hongarije.

## Levensloop
Felicia was de oudste dochter van koning Rogier I van Sicilië, van het Huis Hauteville, en zijn tweede vrouw Eremburga van Montain.
In 1096 vroeg koning Koloman van Hongarije (1070-1116) aan haar vader om haar hand. Koning Rogier vond het aanzoek echter niet doorluchtig genoeg en weigerde daarom zijn dochter aan hem uit te huwelijken. Vervolgens stuurde koning Koloman een tweede missie naar Sicilië en onderhandelingen onder leiding van prins Álmos zorgden ervoor dat hij met haar mocht trouwen. De afgevaardigden en enkele Siciliaanse hovelingen begeleidden daarna Felicia naar Hongarije, waar ze in 1097 huwde met koning Koloman.
Uit het huwelijk werden waarschijnlijk twee kinderen geboren:
- Sophia (geboorte- en sterfjaar niet bekend), gehuwd met een onbekende Hongaarse edelman.
- Koning Stefanus II van Hongarije (1101-1131).